# 梁平機場
梁平机场是重慶市梁平區（原四川省梁山縣），建於民國17年（1928年）。曾是抗日戰爭期间的軍用機場，飛虎隊美國第十四航空隊基地。现隶属中国人民解放军西部战区空军某部，重庆梁平机场管理公司使用本机场开展民用通用航空业务。中国首位航天员杨利伟曾在此工作。

## 历史
梁平县位于重庆市东北部，1952年由梁山县更名为梁平县。

#### 20年代：初创
1923年，杨森为检阅其驻梁山的魏凯师部（原为受招安的土匪），在梁山县北门外的农田征地建成一块600米见方的检阅场，征地时说是“临时借用，检阅后还田”，但检阅后并未还田，部队常来此操练，故得名“北门操场”:241。1926年，杨森检阅第二师吴行光师部，因该师人数多，乃扩建“北门操场”。
1928年，国民革命军第二十一军军长刘湘为构筑大西南空中防线，在“北门操场”兴建梁山军用机场。1933年，红四方面军在四川创建川陕苏区。参加围剿红军的国民革命军第二十四军军长刘文辉高价自意大利购回3架飞机（另一说是5架），运到万县港口时遭第二十一军军长刘湘截获。当时，刘湘已驱逐杨森，占据万县、梁山县。刘湘将这3架两翼黄色小飞机部署在梁山机场，编为“行天1号”、“行天2号”、“行天3号”，此后它们参加了围剿红军的活动。

#### 30年代-40年代：抗战岁月
1937年抗日战争全面爆发后，重庆成为中国陪都，梁山机场成为中国大后方离日军前哨最近的机场，成为拱卫陪都重庆的前线指挥部，中国空军在梁山上空同日军战斗5年多。
1937年9月，国民政府在梁山县设空军梁山站。1937年10月，航空委员会决定在梁山机场附近兴建高噪隐蔽地，修建轰炸场、射击场、轰炸了望台、瞄准避弹室、机场校正靶、机场石板暗沟涵洞、停机坪、场站房屋等，征调民工限3个月完成，此次扩建了1620市亩土地。梁山县政府奉命征调民工万余人扩建梁山机场，1937年11月1日开工，1937年12月2日完工。1937年底，中国空军进驻梁山机场。1938年，空军梁山站扩编为空军第三总站，下辖恩施空军57站、来凤空军32站、开江空军81站、酉阳空军和梁山空军第320供应分队。
1938年9月，苏联空军志愿队进驻梁山机场。1938年9月，应苏联空军志愿队作战需要，中国再度调民工昼夜抢修梁山机场，一个月内新辟跑道一条，拆除了已严重损毁的北极塔。至此，梁山机场在原基础上面积扩大了一倍。1938年10月，修建特种电台、防空洞、营房、滑行道、礼堂、临时课堂、修理厂、交通路、医疗所等14项军事工程，1938年10月17日开工，1938年12月16日完工，逾期11天。
《梁平县志》记载，1938年到1944年间，日军军机80多次飞抵梁山县上空，向梁山县城投掷近万枚炸弹，造成近2000人死亡，梁山县成为重庆大轰炸期间受害最深的县。1938年10月4日，日机54架分3批第一次空袭梁山县，炸毁梁山机场跑道等设施，中方随后征调千余民工日夜不停地抢修梁山机场。1938年10月5日，日机两次空袭梁山县，因中苏方面飞机已有准备，日机未能进入梁平机场上空。1938年10月22日，日机轰炸梁山县，梁山机场中弹104枚，征调4000多民工修复。1939年3月29日，日军18架飞机飞向梁山县城上空，苏军飞机趁日军飞机俯冲预备投弹时，自高空插入日军机群射击，日军3架飞机被击中后坠落在鄂西山区，但日机集体反击，迫使苏军飞机再度升空，日机趁机轰炸梁山县城，炸死梁山县城军民259人，炸伤286人，炸毁房屋1495间，震坏房屋1345间，造成灾民3986人，此即“三·二九”惨案。1939年9月1日，日机轰炸梁山县，梁山机场中弹6枚，9月2日征调数百民工修复。1943年5月28日到6月10日，征召梁山县14个乡镇5500多名民工抢修被炸的梁山机场。1943年9月、10月，征召梁山县20个乡镇5430名民工补修梁山机场。
1939年10月14日，驻梁山机场的苏联空军志愿队空军少校、大队长库里申科率队驾机空袭汉口的日军，遭3架日机拦截，在击落其中1架后，库里申科的座机左发动机遭击坏，返航到万县上空时因油料用光而在江中沙石上迫降，库里申科因体力耗尽未能游到岸边而牺牲。1940年5月20日，日军24架轰炸机袭击四川，在梁山县上空同中方飞机空战，日军7架飞机遭到击落。
1943年6月3日，空军三总站梁山机场飞机奉命空袭武汉的日军，日机尾随中方返航飞机侵入中国西南上空，以逃避中国防空监视哨的监视，10余架日机轰炸梁平机场正在加油和装弹的飞机，中華民国空军飞行员周志开緊急升空，单人独机直插日机群并射击，击落两架日机，获国民政府蒋介石签发嘉奖令，晋升一级军衔。
1943年，美國陸軍航空軍部队进驻梁山机场。1943年，为适应美军B-25轰炸机、B-29轰炸机等进驻的需要，梁山机场再次大规模扩建。1944年夏，梁山机场扩建，主要工程是供美军B-29轰炸机使用的跑道1条（长1800米、宽60米），以及歼击机的滑行道、联络道、停机坪等附属工程和十多幢营房。当时四川省政府额派梁山县、大竹县、开江县、垫江县、达县、万县、忠县这7个县共出民工35000多名，各县县长亲任各县民工总队长负责督工，各县也多派民工，实到民工超过4万人。《梁平县志》记载，为抢修梁山机场，病死、累死民工3000多人，主要是因患霍乱致死。1944年6月5日正式开工，民工顶着炮火昼夜不停地施工，同年8月下旬完工。
1944年11月初，美国第十四航空队司令陈纳德少將率3个中队约100人，经印度、中国昆明、重庆到达梁平机场。1944年11月23日，54多架日军轰炸机分3批空袭梁山县，驻梁山的中美空军出动29架飞机成功驱逐日军飞机。抗日战争后期，中美联合空军自梁山机场起飞轰炸日军目标及同日机战斗日益频繁。据中国人民解放军国防大学编撰的《中美空军混合团战斗纪实》记载，仅1944年5月至8月，自梁山机场便起飞B-25轰炸机50架次、P-40战斗机110架次，驻梁山机场的中国空军第三大队和美国第十四航空队毁灭性轰炸华北、华中的南京、汉口、长沙、开封、郾城、信阳、新乡等日军驻地。那时梁山机场总站长是万家鹏上校，第三大队第七中队中队长是王光复（王光美的哥哥）。梁山机场在石牌保卫战中发挥了重大作用，石牌地处长江湖北段出口，石牌保卫战历时5年，阻止了日军从长江三峡西侵，在1943年6月的大决战中，中方投入15万兵力，日方投入10万兵力，日军伤亡25718人，损失飞机45架、船艇122艘、汽车75辆，中国军队伤亡1万余人并取胜。在此次大决战中，王光复及战友每天都从梁山机场飞到石牌轰炸，击落日机15架。《新华日报》曾赞扬驻梁山的空军“横拒荆楚半边天”。

#### 60年代：重新启用
中华人民共和国成立后，梁平机场曾空置，直至1967年中国人民解放军空军工程兵第九总队（870部队）进驻梁平机场并加以整修，将碎石跑道改建成混凝土跑道，1969年8月完工后，成为空军某部的甲级场站（中国人民解放军空军梁平场站）及训练飞行员的基地。1971年，梁平机场正式恢复使用。梁平场站组建后，先后保障过11个飞行部队的战备飞行训练，保障过29种机种飞行，先后担负岷江演习、空炮合练、航测照相、打空飘气球、科研、飞播造林、赴滇作战等飞行保障任务，担负过杨利伟所在飞行部队的飞行保障任务，协助国防科工委完成了中国首颗侦察通信卫星的回收任务，保障了对越自卫还击作战，保障了党和国家领导人杨尚昆、李鹏、邹家华、吴邦国等的专机，完成了飞行团驻训、打地靶、机动转场、陆航团飞机转场、紧急迫降、航拍等任务。1999年6月，在部队体制编制调整中，梁平机场精简整编为丙种场站，主要担负空九十七团、空七十八团飞行迫降及来往运输机、直升机转场飞行保障任务。
1968年起，万县、梁平县、开县、忠县、云阳县、奉节县、巫山县、巫溪县、城口县9个县，利用梁平机场开展飞机播种造林及人工撒点播造林（对飞播范围内漏播宜林地进行补播补植）。截至1995年，累计造林总面积达到683.38万亩，有效面积572.58万亩。飞播在森林防病虫害特别是灭蝗方面防治效果很好。

#### 80年代-90年代：短暂民用与再次停航
改革开放后，1987年，四川航空公司报经中国人民解放军总参谋部同意，在空军梁平机场开设民用航线。先后开通至成都、重庆、广州等城市的航班。三峡工程开工后，空军梁平机场成为党和国家领导人视察三峡库区、海内外科学家支援三峡库区建设的唯一空中通道。
1988年4月，梁平机场征地300亩扩建。1988年7月14日，四川省航空公司开通万县（梁平）至成都航线，曾被誉为“黄金航线”。1991年10月20日，梁平机场候机大楼通过竣工验收，投入使用，该大楼建筑面积2680平方米。此后，梁平机场在1991年、1992年、1996年、1997年先后开通万县（梁平）至武汉、西安、广州、重庆航线。1997年重庆市改为直辖市后，梁平县划归重庆市直管，梁平机场民航空港航线班次逐年减少乃至停飞。
1998年，梁平机场的军用功能停用。2003年5月29日，随着万州五桥机场通航，梁平机场的民用功能停用。此后梁平机场长期闲置，成为当地居民的活动场地。

#### 21世纪：第三次启用
2008年5月12日汶川大地震发生时，梁平县震感强烈，县城及周边群众近4万人进入梁平机场避灾，梁平机场当即开放，驻梁平的空军95762部队组织群众有序进入机场。当时梁平县文化镇中心小学教学综合楼在地震中垮塌，部分学生被埋，接到梁平县人民政府的求援后，梁平机场部队紧急赶到灾区，同其他救援队伍营救被埋学生。2008年5月13日至8月底，梁平机场保障了中国人民解放军海陆空三军飞往灾区一线搜救和运送救灾物资的直升机转场飞行200多架次。
2016年，梁平机场转隶中国人民解放军西部战区空军某部。9月5日，西部战区空军梁平机场通用航空空域协同会在梁平县召开，梁平机场今后可能发展通用航空业务。
2018年7月，中央军委联合参谋部批准梁平机场开展通用航空业务。11月，重庆市人民政府与西部战区空军签订《关于使用空军梁平机场开展通用航空业务的协议》。
2019年9月，梁平区人民政府与中国人民解放军95696部队签订《空军梁平机场管理使用协议》。10月，重庆梁平机场管理公司成立。随后，机场进行了一系列维修整治，先后完成机场全围界工程6500余米、修补道面7400余平方米、指挥塔台装修3000平方米、清理机场草坪91000余平方米、建设维修机库700平方米、划设停机坪5000余平方米等工作。
2020年9月4日，梁平机场获颁《通用机场使用许可证》，正式开展通用航空业务。

## 航线
2025年夏秋航季（3月30日至10月25日）
| 航空公司             | 目的地     |
| -------------------- | ---------- |
| 华夏飞滴（通用航空） | 黔江、达州 |